# Alternosfera
«Alternosfera» — музичний гурт із Кишинева, що грає альтернативний рок. Заснований 1998 року, коли відбулася їхня перша спільна репетиція.

## Музична кар'єра
23 листопада 1999 року гурт «Alternosfera» вперше виступив на сцені перед глядачами, а через два роки учасники після пошуків власного стилю та звучання записали демо-версію в Кишиневі, а ще через рік — в Бухаресті.
В травні 2005 року світ побачив їх дебютний альбом під назвою «Orașul 511» (укр. «Місто 511»). Назвати так альбом надихнуло перше місце для репетицій хлопців — гараж під номером 511. Того ж року рок-гурт запрошують на фестиваль Tuborg, що проходив в Бухаресті. Окрім цього, музиканти активно беруть участь у всіх можливих рок-фестивалях в рідній Молдові.
Через два роки, в квітні 2007 «Alternosfera» випускає нову платівку під назвою «Visători cu plumb în ochi sau ultima scrisoare pentru femeia nordică» («Мрійники з свинцем в очах або Останній лист для Північної жінки»).
В піснях, що створює гурт основною темою є кохання, але також в деяких піснях піднімають і соціальні та політичні питання.
2008 року гурт пропонує до уваги шанувальників свій третій альбом «Flori din Groapa Marianelor EP» («Квіти Маріанської впадини»), в жовтні 2012 року — платівка «Virgula» («Кома»), а 17 жовтня 2015 року, після тривалої перерви на другому павільйоні студії «Молдова-фільм» відбулася презентація нової збірки пісень «Haosoleum» з чотирнадцятьма новими композиціями.
Меломани порівнюють звучання гурту з такою рок-легендою, як «Nirvana». На сьогодні, окрім рідної Молдови музикантів часто можна зустріти на теренах Румунії, Російської Федерації та в Нідерландах. У 2022 році гурт переїхав до Сібіу, Румунію.
Наприкінці листопада 2022 року в іншому інтерв'ю він оголосив, що реліз нового альбому відбудеться восени 2023 року.
25 листопада 2022 року відбувся реліз відеокліпу Bonjour Madame - першого синглу з майбутнього альбому.  Того ж дня пісня вперше була наживо виконана на концерті у Бухаресті, а 10 грудня – на концерті у Кишиневі. 24 лютого 2023 року – у річницю вторгнення Росії в Україну – Alternosfera представила другий сингл з альбому та відеокліп до нього, пісня отримала назву Imnuri de război.

## Склад гурту
Склад гурту постійно змінювався і на сьогодні серед його учасників можна побачити:

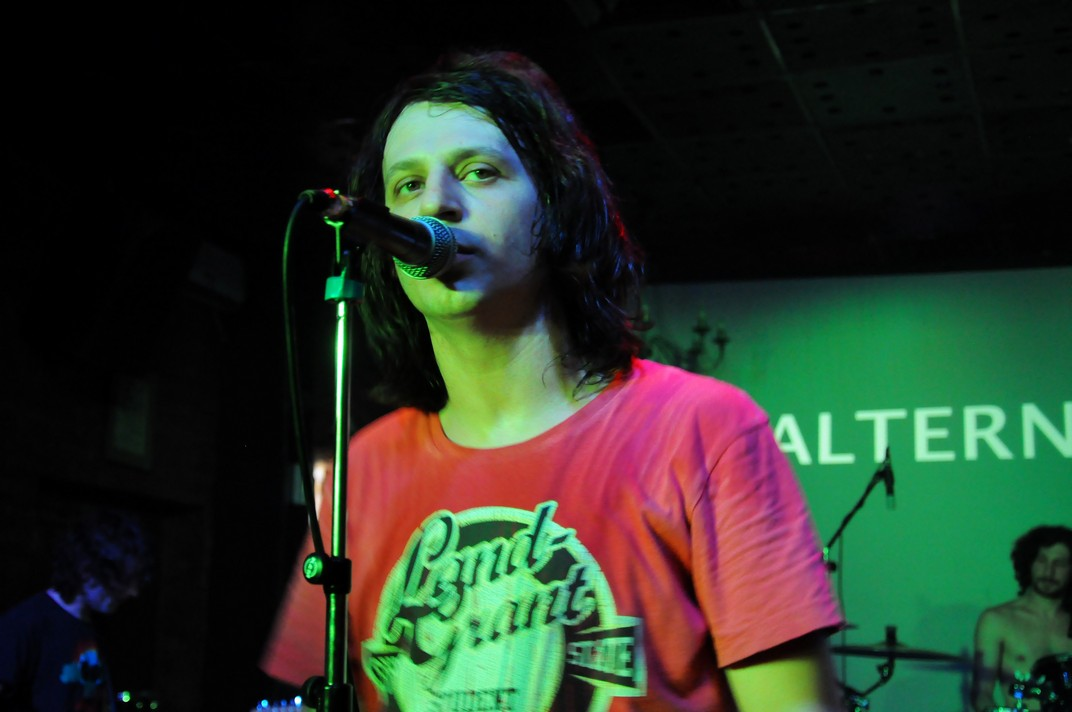
Марчел Бостан — вокал, клавішні гітара

- Марін Нікоара — гітара, клавішні
- Сергій Аладін — гітара, клавішні;
- Серж Краснов — бас-гітара;
- Думітру Костін  – бас;
- Нік Руссу — ударні.

## Дискографія

### Альбоми
| Назва                                                                | Дата виходу    | Лейбл          |
| -------------------------------------------------------------------- | -------------- | -------------- |
| Orașul 511                                                           | 28 травня 2005 | Art-Sfera      |
| Visători cu plumb în ochi sau ultima scrisoare pentru femeia nordică | 16 червня 2007 | Art-Sfera      |
| Flori din groapa Marianelor EP                                       | 12 жовтня 2008 | Art-Sfera      |
| Virgula                                                              | 2012           | Sphere Records |
| Epizodia                                                             | 2013           | Sphere Records |
| Haosoleum                                                            | 9 жовтня 2015  | Life.N.Co      |
| Arhitectul din Babel                                                 | 3 липня 2019   | 511 Lab        |

## Відеографія
| Рік  | Назва                  |
| ---- | ---------------------- |
| 2004 | «Wamintirile»          |
| 2005 | «Orașul 511»           |
| 2007 | «Ploile nu vin»        |
| 2013 | «Epizodia»             |
| 2015 | «Haosoleum»            |
| 2019 | «Arhitectul din Babel» |